# Романское искусство

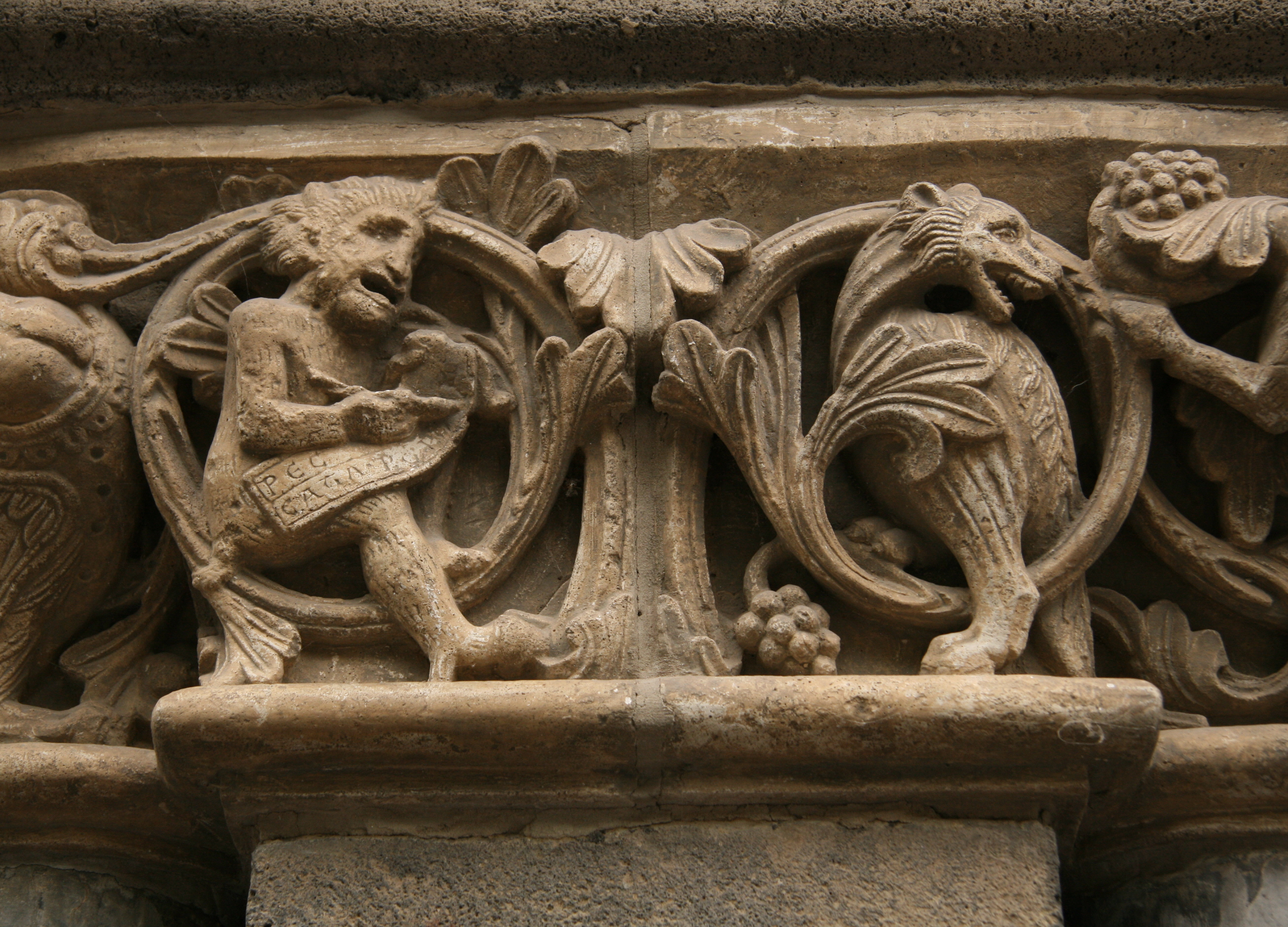
Орнамент фриза. XII в. Церковь аббатства Лаах, Германия

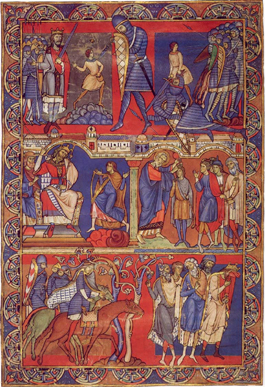
Сцены из жизни царя Давида. «Страница Моргана» из Винчестерской Библии. 1160—1175

Рома́нский стиль, романское искусство, рома́ника (лат. Ars Romanica от лат. Roma — Рим) — исторический период в развитии западноевропейского искусства либо, в ином, концептуальном определении — исторический тип искусства, сложившийся в раннее Средневековье после раннехристианского периода IV—VII вв. и длившийся до распространения готического искусства в XII—XIII веках.
Культура романского периода сложилась на основе античного искусства после и искусства Византии IV—VII веков. Романская эпоха, согласно общепринятой периодизации, длилась до возникновения готического стиля в XII веке или позднее, в зависимости от особенностей того или иного региона. Предшествующий романике период известен как дороманский.
Термин «романика» получил распространение в XIX веке среди историков искусства, прежде всего применительно к романской архитектуре, которая сохранила многие характерные черты римского архитектурного стиля, в первую очередь полуциркульные арки, цилиндрические своды, апсиды, «лиственные капители», украшенные рельефами в виде листьев-акантов.
В Южной Франции, Испании и Италии существовала непосредственная преемственность в архитектуре от поздней античности, однако «романский стиль» (если принять такое название) стал первым, распространившимся по всей католической Европе, от Дании до Сицилии. Романское искусство испытало также сильное влияние византийского искусства, особенно в иконописи и мозаике.

## Терминология
Важной терминологической проблемой остаётся художественный статус искусства романского периода. Многие исследователи, подчёркивая множественность этнических источников и стилевых тенденций в контексте дилеммы «Запад или Восток», предпочитают условное обобщающее определение «романское искусство», а не категоричное «романский стиль». Весьма условно также определение хронологических и территориальных границ раннехристианской и романской архитектуры и отделение её от византийской. Формообразующее значение на этом этапе развития средневекового искусства имели историко-региональные традиции и местные школы, а не общестилевые категории. Поэтому искусство раннего Средневековья логично отнести к первому протостилевому периоду классической культуры Европы. Следующим, безусловно стилевым, этапом является искусство готики.
Вначале романское искусство стран Западной Европы именовали «ранней», или «старой готикой» (итал.  gotica antica ), затем «римским» (итал.  romanità ), противопоставляя его ренессансной архитектуре Тосканы (итал. toscanità). Термин «романский» впервые был предложен французским историком, археологом и антикваром Ш.-А. де Жервилем в 1818 году. В Англии в это время продолжали использовать термин «романское искусство», или близкое определение «romanesque».
Термин «романское искусство» использовал в 1823 году французский археолог, граф Арсисс де Комон. В 1830—1841 годах он издавал курс лекций «История средневековой религиозной, гражданской и военной архитектуры» в шести томах, в которой обосновал закономерности развития архитектурных стилей, дав каждому из них название. Слово «романский» к тому времени уже использовали художники романтического направления рубежа XVIII—XIX веков. Открывая для себя древнее искусство Европы, они заметили, что архитектура раннего Средневековья внешне напоминает древнеримскую. По аналогии с романскими (основанными на латыни) языками архитектуру VIII—XII веков тоже стали именовать «римской». В Англии вместо ранее принятых обозначений «норманнский стиль» или «англосаксонское искусство» в начале XIX века также стали использовать термин «римский».

## Характерные черты
Помимо архитектуры романский период в искусстве характеризовался новациями в скульптуре и живописи. Живопись продолжала по существу следовать византийским иконографическим традициям по наиболее распространенной церковной тематике, включающей Деисус, Страшный суд и сцены из жизни Христа. В иллюминированных манускриптах, среди которых наиболее богато украшенными произведениями этого периода были библия и псалтырь, лучше всего можно увидеть, как менялись изображения на этих сценах. То же самое касается капителей колонн, выполненных наиболее впечатляющими именно в этот период, чаще всего на них вырезаны великолепные сцены со многими фигурами. В самом начале этого периода в Германии появились такие новшества, как Распятие в виде большого деревянного креста, свободно стоящие статуи Мадонны и Мадонны на троне, а горельеф стал скульптурной доминантой этого периода.

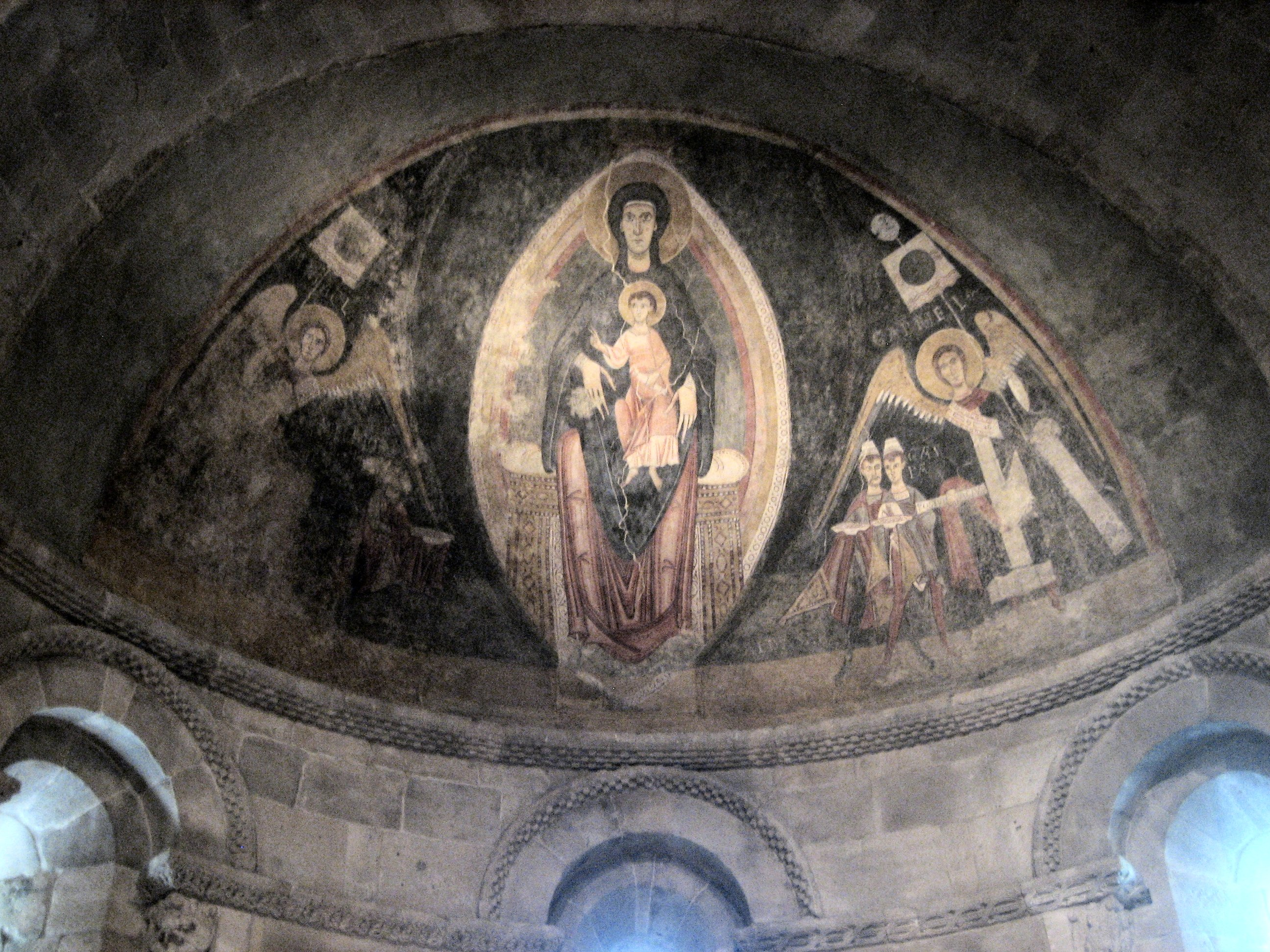
Мастер из Педрета (Каталония). Мадонна с Младенцем Маэста и Поклонение волхвов. Фреска апсиды, Испания. Ок. 1100. В настоящее время в Музее Клойстерс, Нью-Йорк

Краски готики в большинстве случаев яркие и контрастные, по большей части они сохранились в витражах, манускриптах, эмалях и драгоценных изделиях художественных ремёсел. Именно в этот период стали широко использоваться витражи, но их сохранилось немного. Изобретённые в этот период[когда?] тимпаны, используемые в главных порталах церквей, содержали композиции Спаситель на троне и Страшный суд, но трактованы они с большей свободой, чем аналогичные византийские образцы. Размер фигур по-прежнему определялся иерархией, элементы пейзажа ещё тяготели к орнаментальности, как, например, деревья на «странице Моргана» из Винчестерской Библии. Искусство портрета только зарождалось, несмотря на то, что оно существовало ранее в древнеримской скульптуре.

## Предпосылки возникновения романского искусства
После разделения в 395 году древнеримской империи на Восточную и Западную её восточные земли процветали, и в течение более чем тысячелетней истории их жители, которые именовали себя ромеями («римлянами»), создали выдающееся искусство. Поэтому под романским, в отличие от византийского, подразумевают искусство того же времени стран Центральной и Западной Европы. Период VI—VII веков называют «тёмными веками» (англ.  dark ages ). Формирование западноевропейской культуры из-за непрерывных войн и переселения народов происходило медленнее, чем на Востоке, но после «тёмных веков» стало динамичнее. Молодая романская культура была открыта внешним влияниям. «Византия обратила античное искусство в схемы, которые все более застывали по мере того, как падали ее силы. Между тем в Западной Европе выдвинулись народы, для которых Средние века стали классическим периодом их искусства… Испания и Галлия были колонизованы еще в греческую эпоху, вся область Рейна со времени Цезаря была, быть может, главным центром римского провинциального искусства, даже Венгрия, ставшая сборным пунктом для всех племен со времени переселения народов, не смогла избегнуть римского влияния».
В этот период в Европе наблюдался неуклонный рост материального благополучия, искусство уже не испытывало ограничений, имевших место в периоды Каролингского и Оттоновского возрождений, когда оно развивалось исключительно в узком кругу монастырей и королевского двора. Монастыри по-прежнему играли важную роль, особенно те, которые были основаны экспансионистскими католическими орденами: цистерцианским, бенедиктинским и картезианским, распространившимися по всей Европе. Но городские церкви, лежащие на путях паломничества, и многие церкви в небольших городах и сёлах были в этот период искусно оформлены на высоком уровне. Светский художник становится важной фигурой, Николай Верден был известен, по-видимому, по всей Европе. Большинство каменотёсов и ювелиров того времени были мирянами, как и большая часть художников, подобно Мастеру Гюго, по крайней мере те из них, которые творили в конце периода и создавали лучшие работы той эпохи. Заказы церкви и Иконография росписей и мозаик, безусловно выполнялись по канону и контролировались клириками.

## Скульптура

### Изделия из металла, эмали и слоновой кости

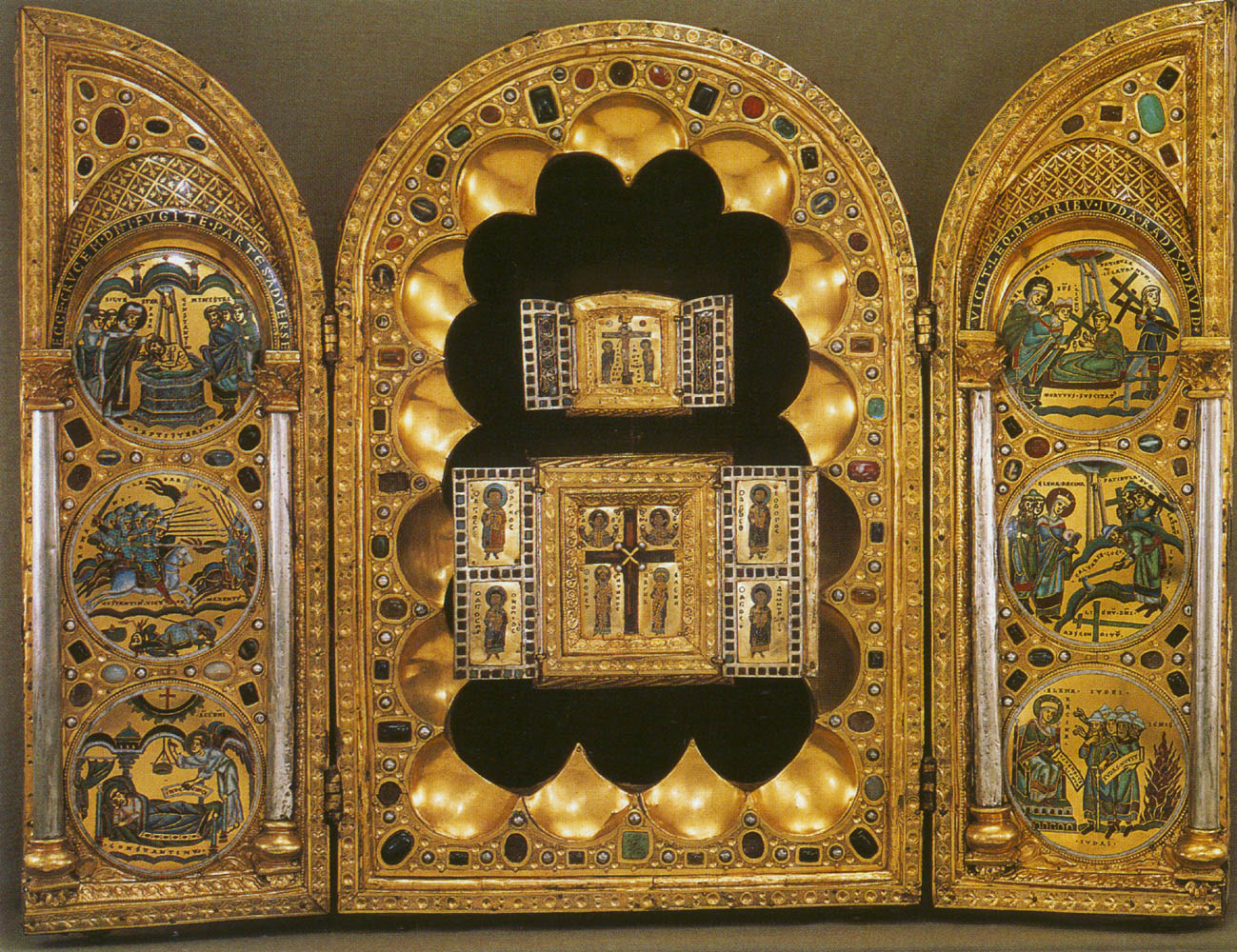
Ставелотский триптих, мёзская школа, Бельгия, 1156-58 гг. Размер 48×66 см (в разложенном виде). Библиотека Моргана, Нью-Йорк

Драгоценности в изделиях этого периода имели очень высокий статус, и ценились, вероятно, гораздо выше, чем сами картины — мы чаще знаем имена ювелиров, чем художников, декораторов или архитекторов-строителей. Изделия из металла, оссуарии для хранения мощей, хорошо сохранились. Самым известным является реликварий трёх царей из Кёльнского собора работы Николая Верденского (около 1180—1225). К мёзской школе принадлежат также Ставелотский триптих и реликварий святого Мавра. Большие реликварии и фасады алтаря делались в круговой деревянной раме, а менее масштабные изделия, типа шкатулок, изготовлялись из металла и эмали. Сохранились некоторые светские предметы, такие как зеркальца, ювелирные изделия, застежки, что несомненно указывает на важность изделий из драгоценных металлов для знати.

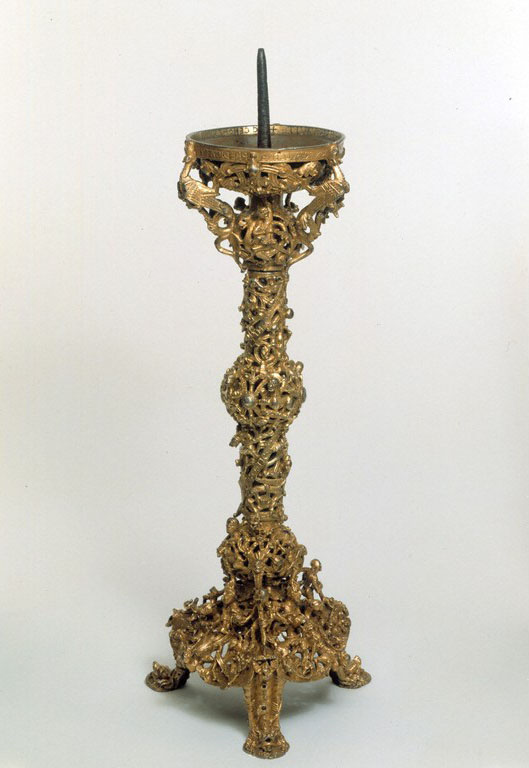
Глостерский подсвечник из собрания А. Д. Салтыкова, начало XII века.

Бронзовый глостерский подсвечник и латунная купель 1108—1117 г.г. из церкви св. Варфоломея в Льеже, сохранившиеся до настоящего времени, являются превосходными, хотя и разными по стилю, образцами металлического литья, чрезвычайно замысловатого и энергичного, имеющего сходство с живописью рукописей, а купель, кроме того, демонстрирует мёзский стиль в его самом классическом и величественном исполнении. Другими важнейшими сохранившимися реликвиями являются бронзовые двери, триумфальная колонна и вся гарнитура Хильдесхаймского собора, гнезненские врата и двери базилики Сан-Дзено Маджоре в Вероне. Акваманилы, являющиеся сосудами в форме животного для омовения рук, появились в Европе, по-видимому, в XI веке, и часто они имели фантастические зооморфные формы. Сохранившиеся их образцы в основном сделаны из латуни. Большое впечатление производят сохранившиеся печати на грамотах и документах, а вот романские монеты обычно не вызывают особого эстетического интереса.
Крест из музея Клойстерс в Нью-Йорке представляет собой необычно большое распятие из слоновой кости, украшенное сложной резьбой, включающей множество фигур пророков и других лиц. Клойтерский крест приписывается одному из сравнительно небольшого числа художников, чьё имя известно, мастеру Гуго, который также занимался иллюстрированием манускриптов. Подобно многим другим произведениям, крест изначально был частично цветным. Образцом хорошо сохранившихся миниатюрных изделий из слоновой кости являются шахматы с острова Льюис. Другими артефактами являются посохи иерархов, декоративные тарелки, наперсные кресты и ряд подобных объектов.

### Скульптура в украшении зданий

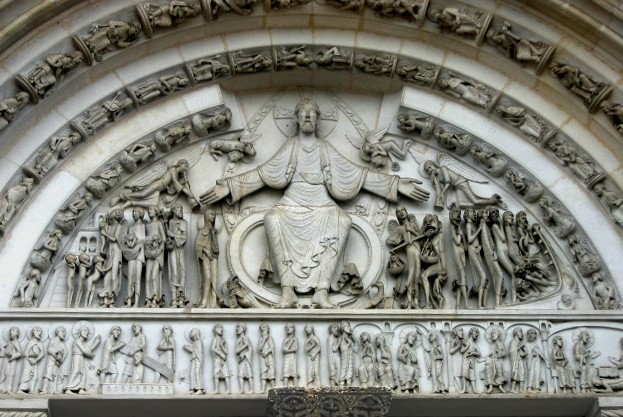
Тимпан из аббатства Везле, Бургундия, Франция, 1130-е гг.

С падением Римской империи традиции резьбы по камню монументальных произведений и бронзовая скульптура практически исчезли, фактически они продолжали существовать только в Византии. Некоторые скульптуры в натуральную величину сделаны из стукко (гипса), но сохранившиеся примеры редки. Наиболее известной сохранившейся крупной скульптурной работой протороманской Европы является деревянное распятие в натуральную величину, созданное по заказу архиепископа Геро из Кёльна около 960-65 гг., ставшее, вероятно, прообразом многих популярных произведений этого типа. Позднее такие скульптуры устанавливались на темплонах под аркой алтаря, в Англии они известны как алтарные распятия. С XII века такие скульптуры сопровождались фигурами Девы Марии и Иоанна Богослова по сторонам. В XI и XII веках процветала метафорическая скульптура.

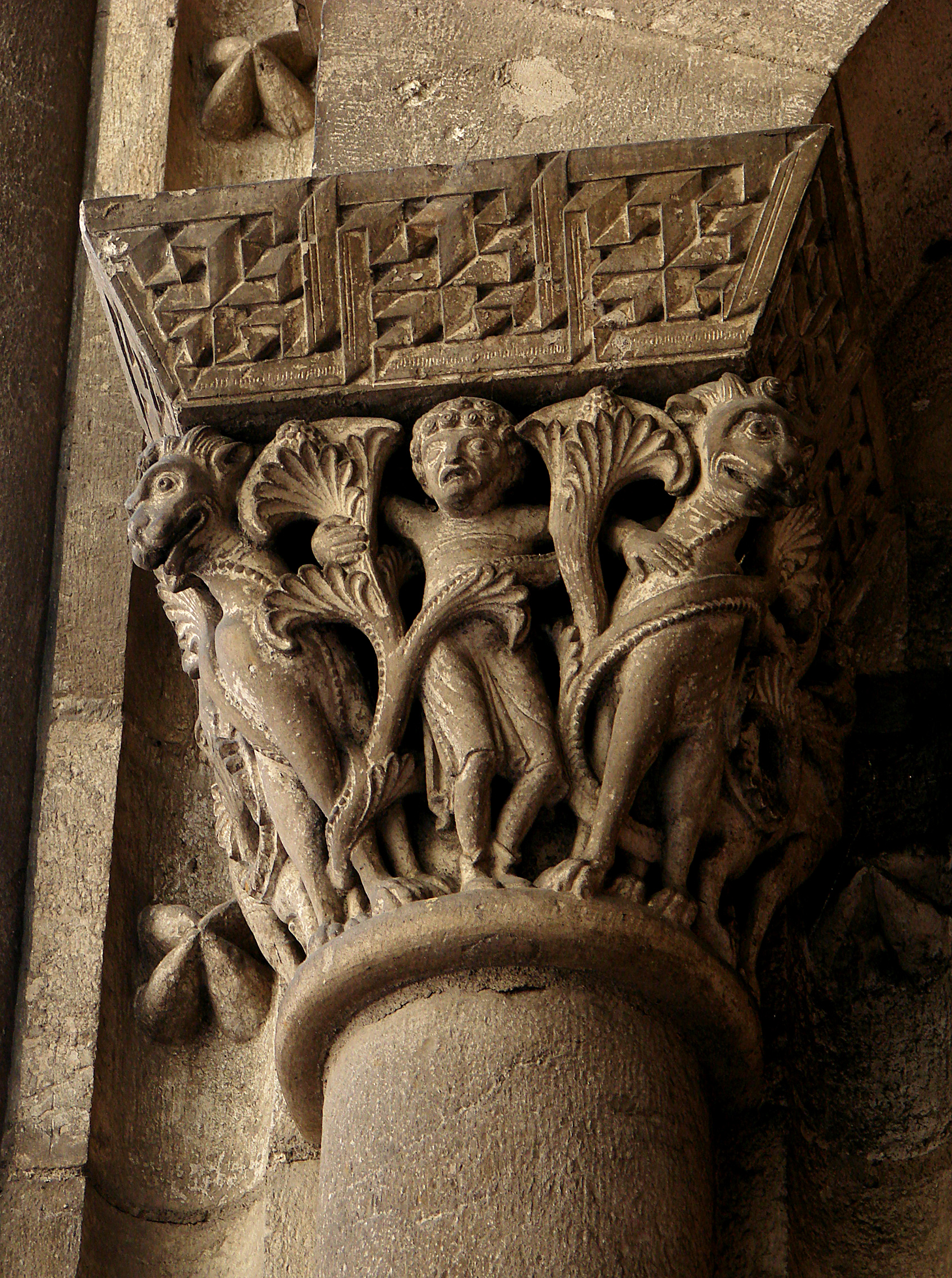
Грешник и бесы. Собор в Каоре, Франция
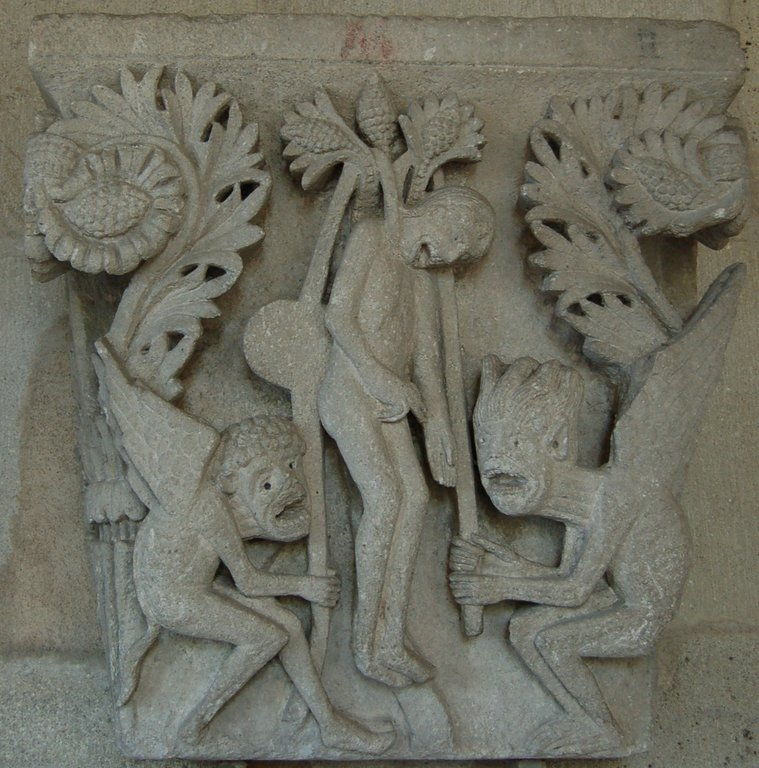
Повесившийся с помощью бесов Иуда Искариот
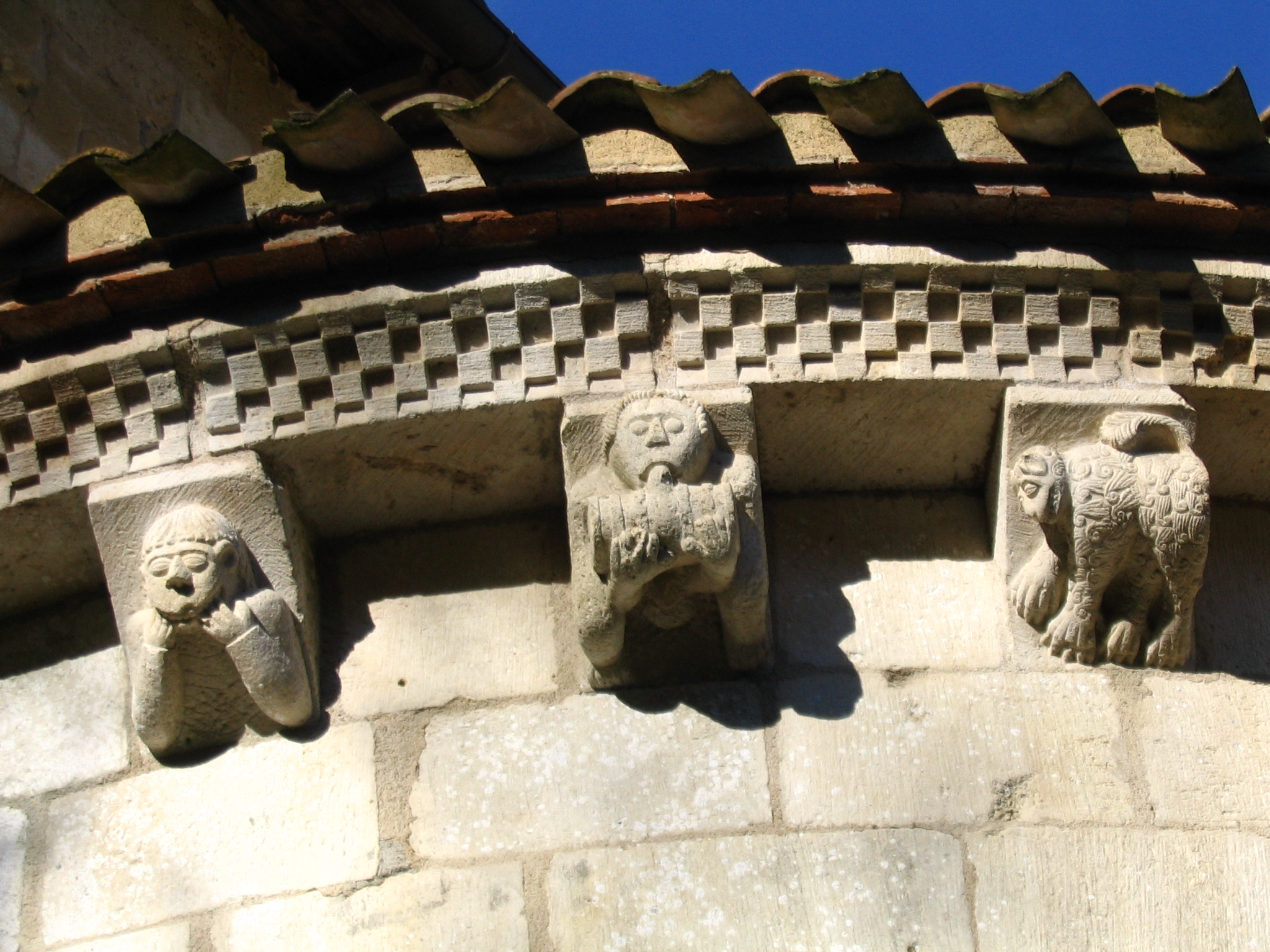
Консоли карниза апсидного выступа в аббатстве д'Артуа, Ланды, Франция. Маленькие фигурки изображают страсть, несдержанность и варварских обезьян, символ человеческой греховности.
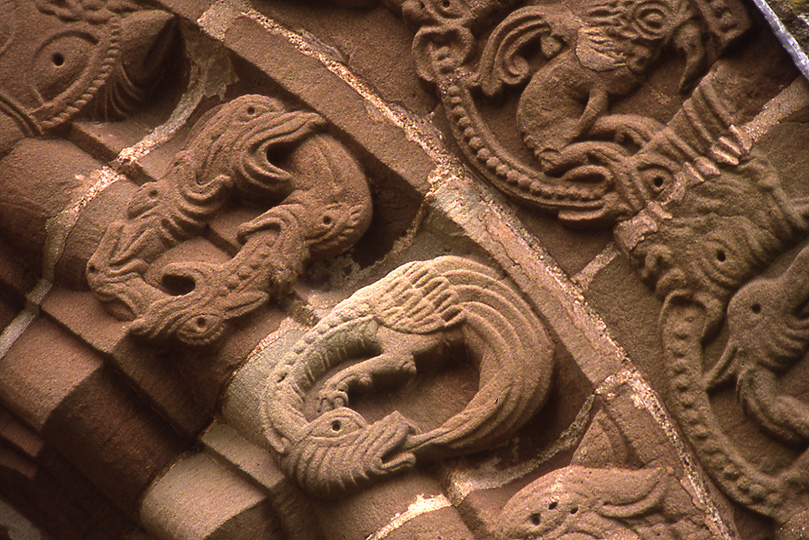
Уроборос, символ пожирающего себя времени. Килпек, Англия
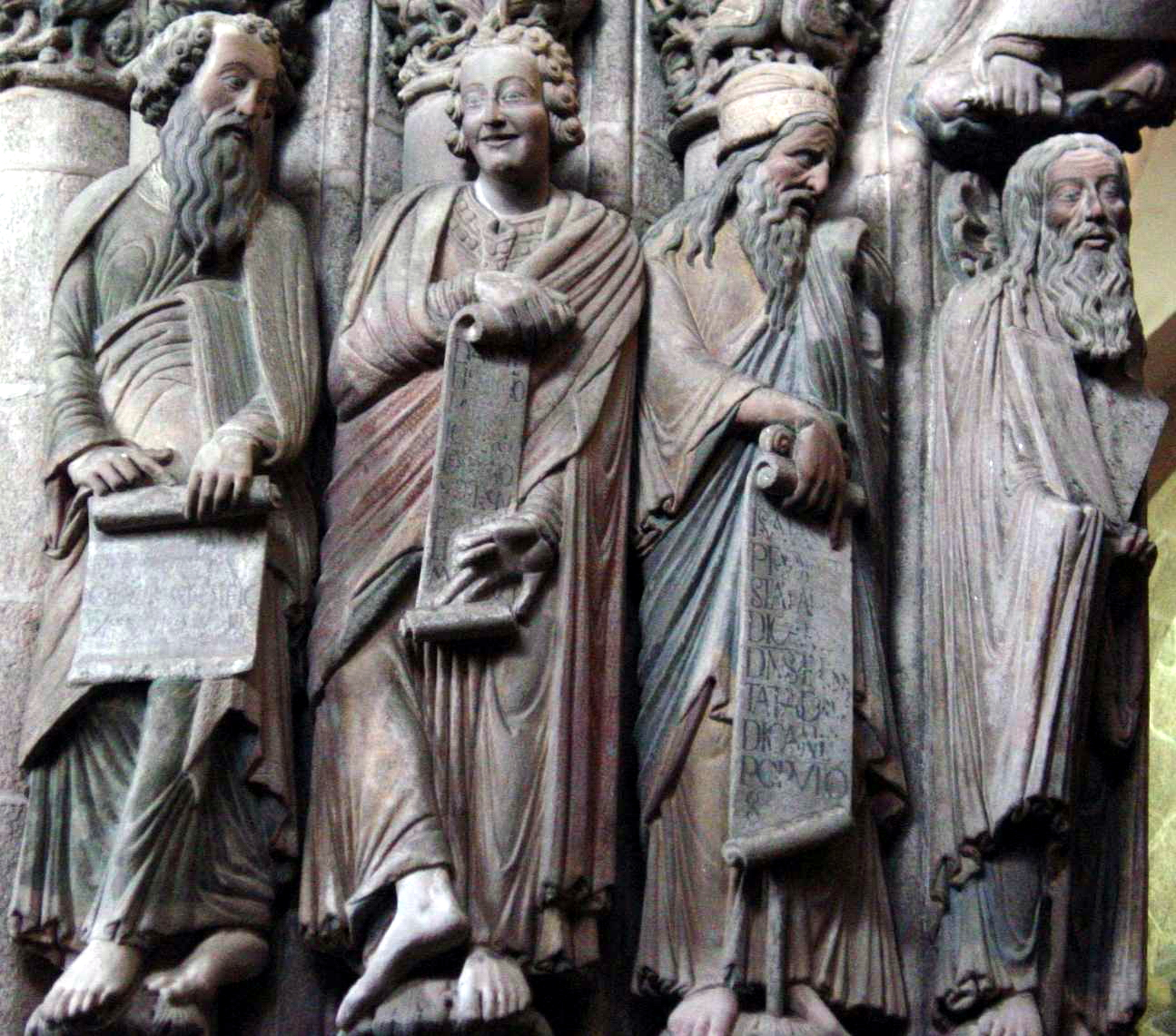
Портик да Глория собора Сантьяго Матамороса. Сохранилась окраска, характерная для романской скульптуры

## Живопись

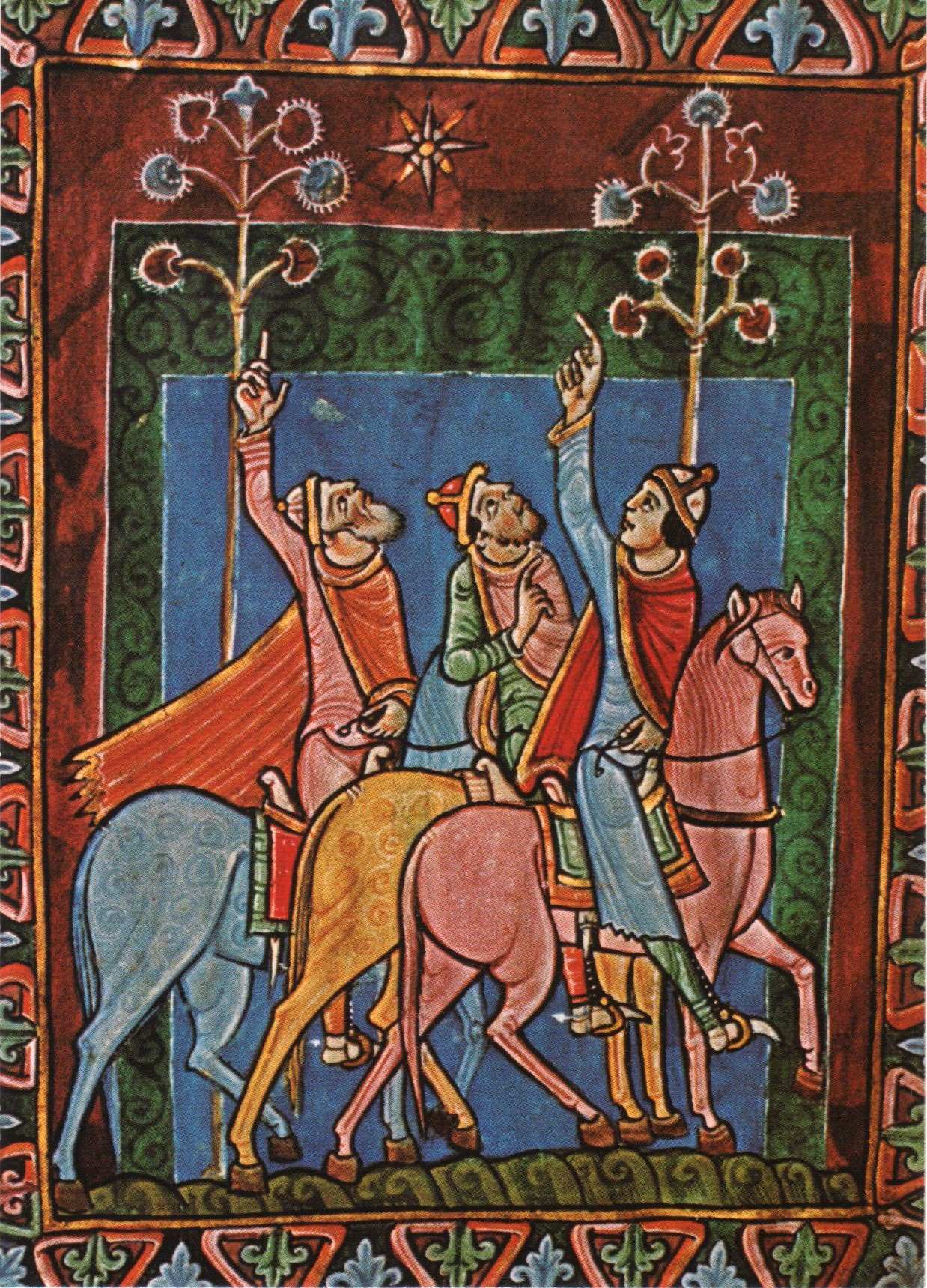
Три волхва из псалтыря Св. Олбана, Англия, XII век.

### Настенная живопись

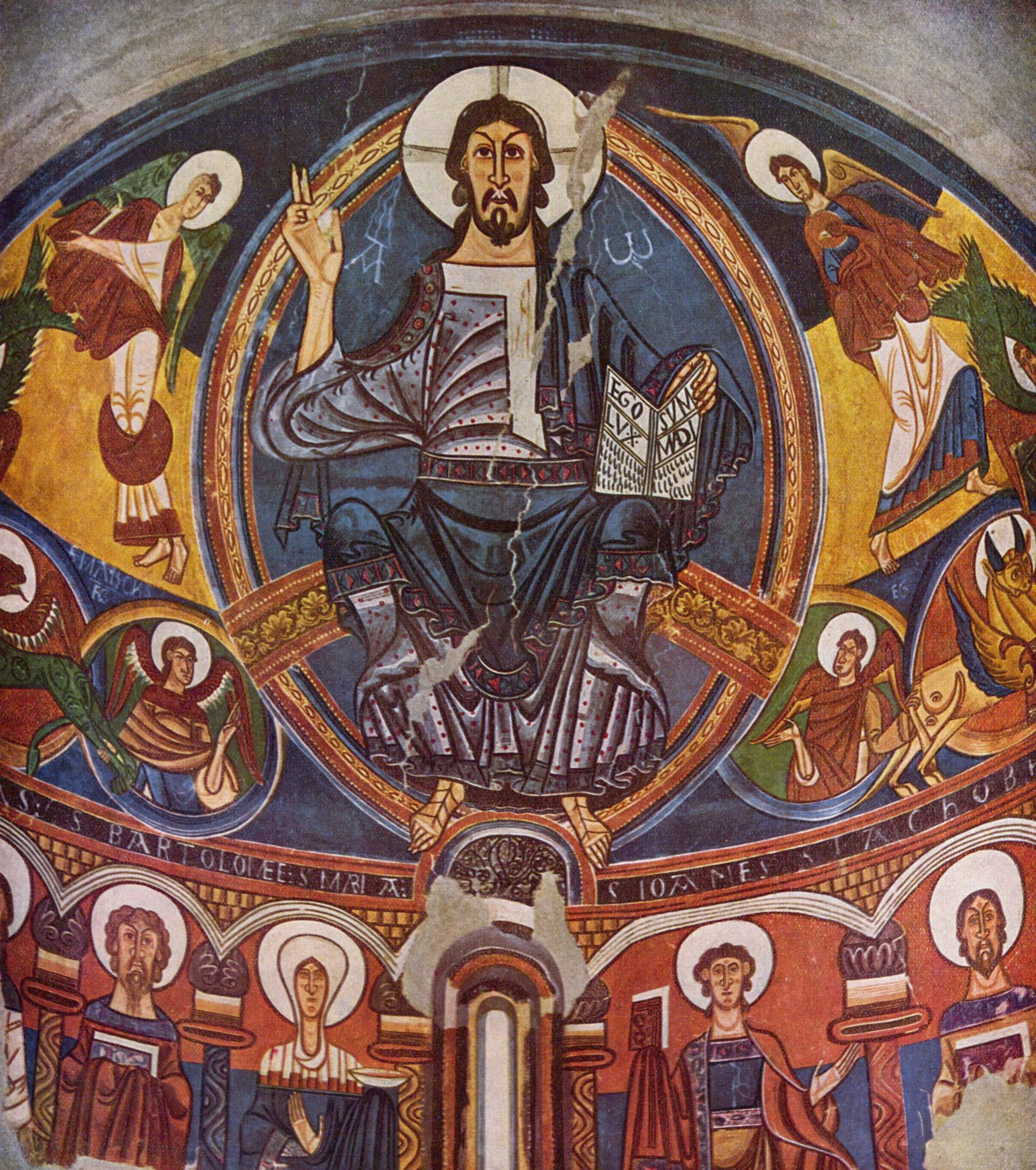
Каталонская фреска, в настоящее время в Национальном музее искусства Каталонии.